# Масселбург
Ма́ссельбург (англ. Musselburgh) - місто в Шотландії в області Східний Лотіан. Розташоване на березі затоки Ферт-оф-Форт. Вважається найстарішим містом Шотландії.

## Етимологія
Назва міста складається з двох староанглійський слів: mussel - мідії, і burgh - місто.

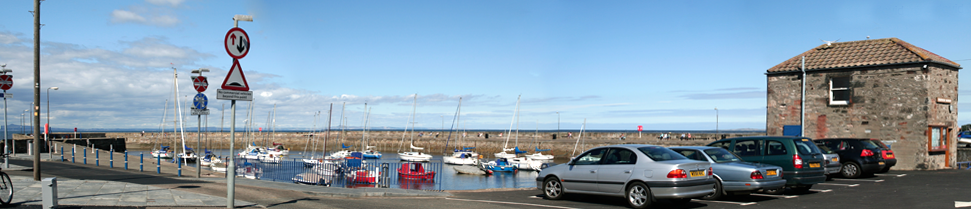
Панорамний вид на гавань
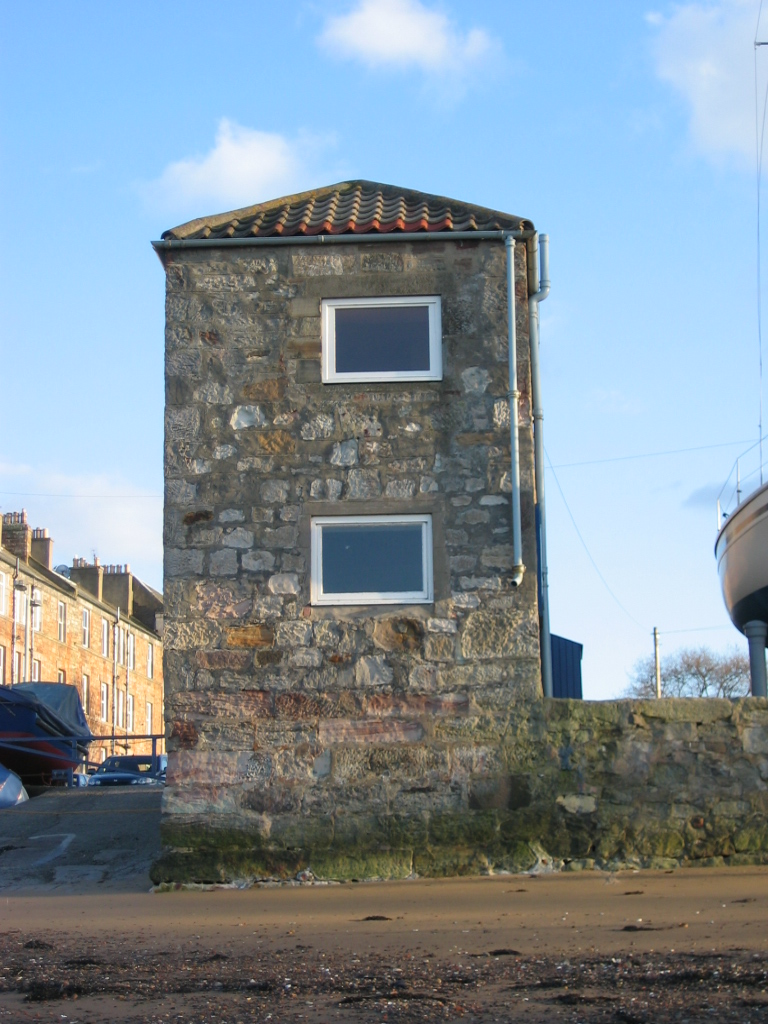
Офіс директора порту
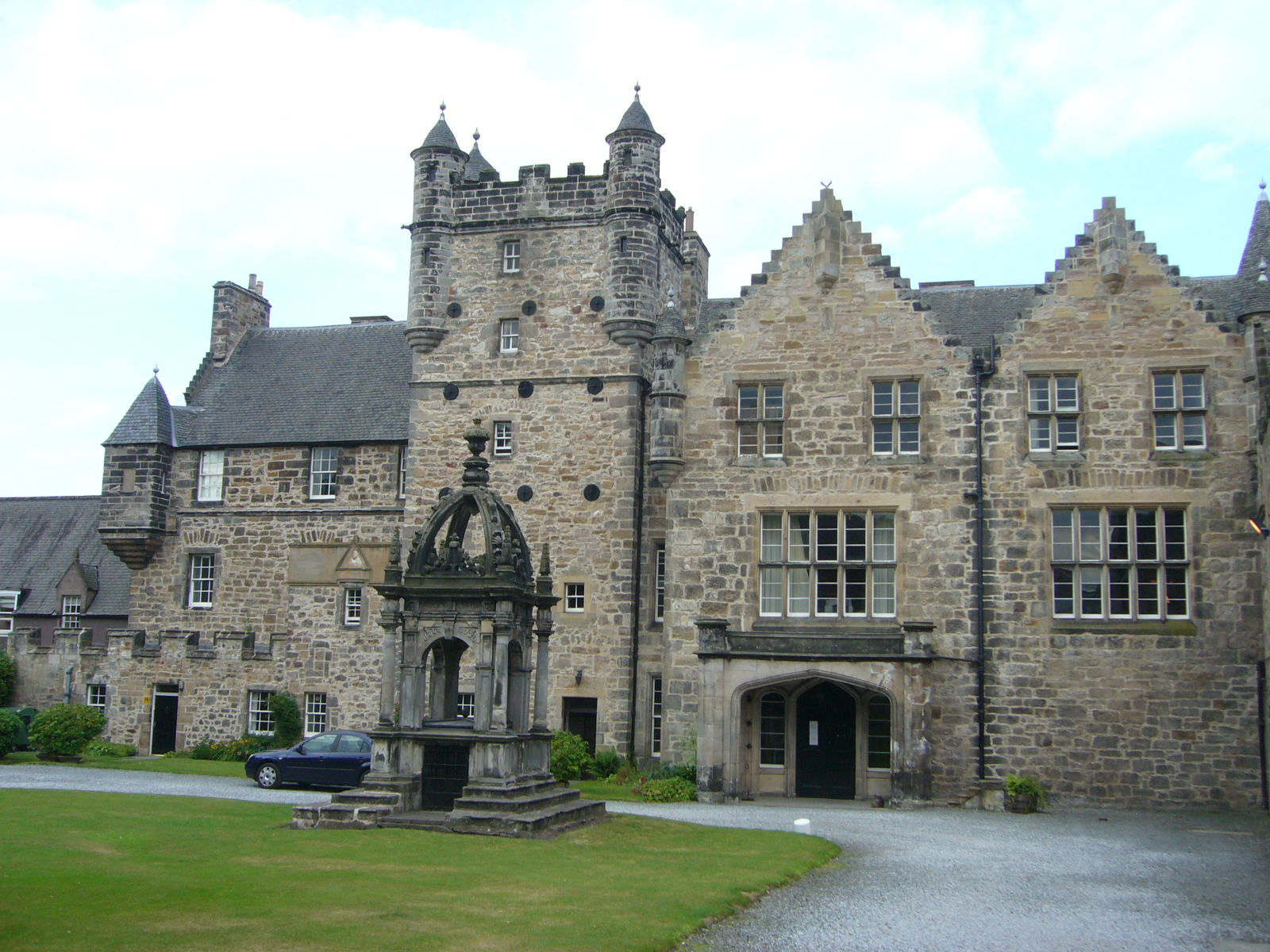
Пінкі-хаус, тепер головна будівля школи Лоретто
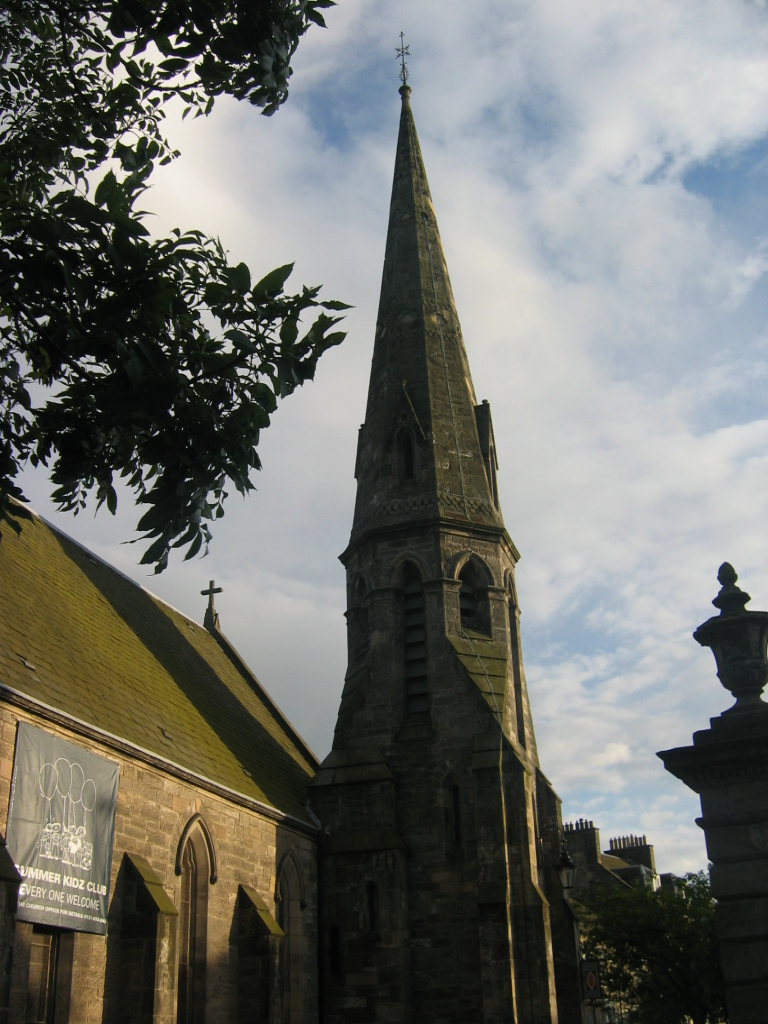
Шотландська єпископальна церква на Хай-стріт
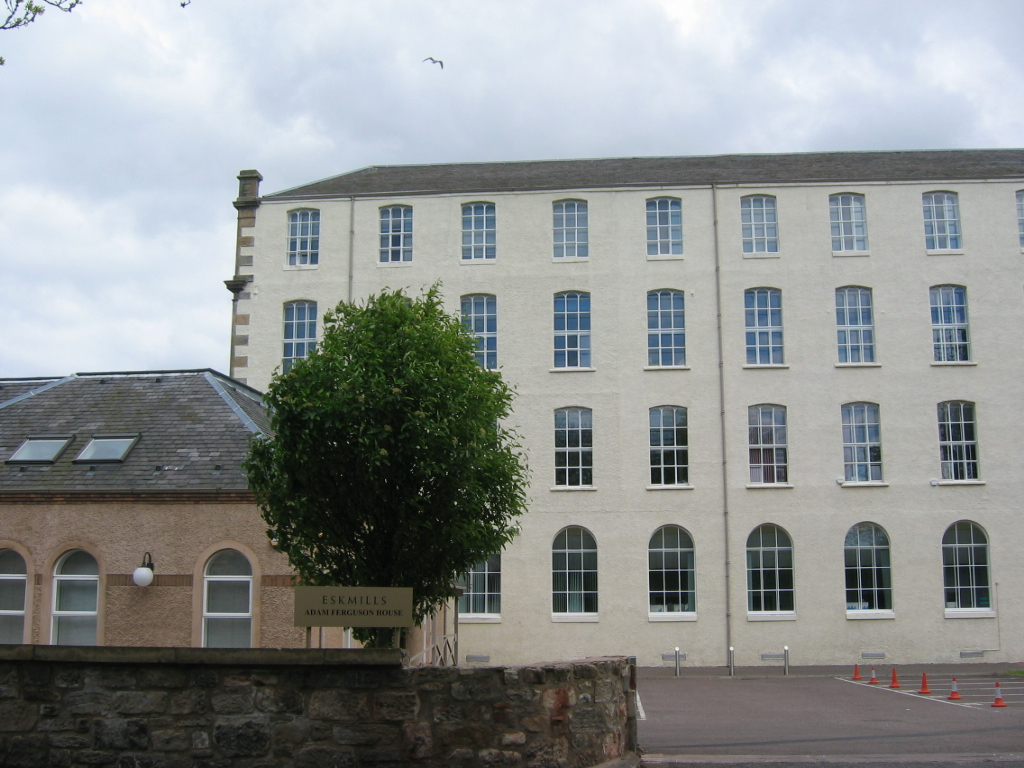
Ескміллс, колишній фабричний комплекс, перетворений на бізнес-центр
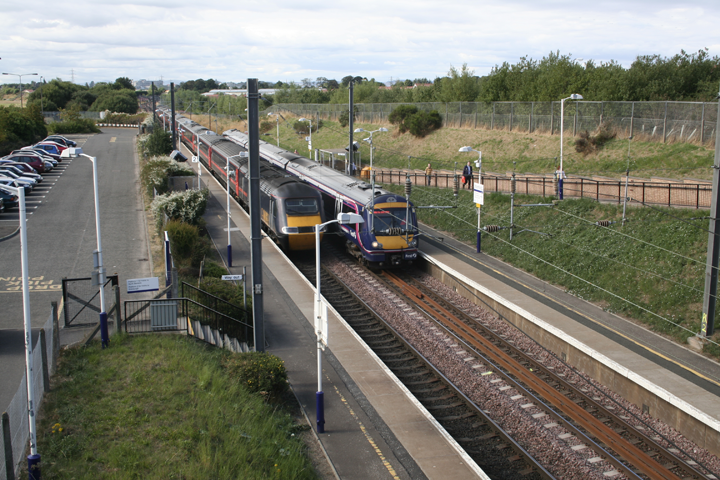
Залізнична станція